# 170-й меридіан східної довготи
170-й меридіан східної довготи — лінія довготи, що лежить на 170 градусів східніше Гринвіцького меридіана. Вона проходить від Північного полюса через Північний Льодовитий океан, Азію, Тихий океан, Нову Зеландію, Південний океан та Антарктиду до Південного полюса.
170-й меридіан східної довготи формує велике коло разом із 10-тим меридіаном західної довготи.

## Список географічних об'єктів, що перетинає 170° сх. д.
Починаючи на Північному полюсі та рухаючись до Південного полюса, 170-й меридіан східної довготи проходить через:
| Координати                                                   | Країна, територія або море | Примітки |
| ------------------------------------------------------------ | -------------------------- | --- |
| 90°0′ пн. ш. 170°0′ сх. д. / 90.000° пн. ш. 170.000° сх. д.  | Північний Льодовитий океан | |
| 73°56′ пн. ш. 170°0′ сх. д. / 73.933° пн. ш. 170.000° сх. д. | Східносибірське море       | |
| 68°47′ пн. ш. 170°0′ сх. д. / 68.783° пн. ш. 170.000° сх. д. | Росія                      | |
| 60°4′ пн. ш. 170°0′ сх. д. / 60.067° пн. ш. 170.000° сх. д.  | Берингове море             | |
| 53°50′ пн. ш. 170°0′ сх. д. / 53.833° пн. ш. 170.000° сх. д. | Тихий океан                | Проходить західніше атола Бікар[en], Маршаллові Острови Проходить східніше атола Утірік[en], Маршаллові Острови Проходить західніше атола Аїлук[en], Маршаллові Острови |
| 9°31′ пн. ш. 170°0′ сх. д. / 9.517° пн. ш. 170.000° сх. д.   | Маршаллові Острови         | Проходить через атоли Вотьє[en] та Ерікуб[en] |
| 9°4′ пн. ш. 170°0′ сх. д. / 9.067° пн. ш. 170.000° сх. д.    | Тихий океан                | Проходить східніше острова Анута, Соломонові Острови Проходить західніше острова Футуна, Вануату Проходить східніше острова Анейтьюм, Вануату                           |
| 43°20′ пд. ш. 170°0′ сх. д. / 43.333° пд. ш. 170.000° сх. д. | Нова Зеландія              | Проходить через Південний острів |
| 46°15′ пд. ш. 170°0′ сх. д. / 46.250° пд. ш. 170.000° сх. д. | Тихий океан                | Проходить східніше острова Кемпбелл, Нова Зеландія |
| 60°0′ пд. ш. 170°0′ сх. д. / 60.000° пд. ш. 170.000° сх. д.  | Південний океан            | |
| 71°38′ пд. ш. 170°0′ сх. д. / 71.633° пд. ш. 170.000° сх. д. | Антарктида                 | Проходить через Територію Росса (претендує Нова Зеландія) |
| 72°43′ пд. ш. 170°0′ сх. д. / 72.717° пд. ш. 170.000° сх. д. | Південний океан            | Море Росса — проходить східніше острова Коулман[en] |
| 77°21′ пд. ш. 170°0′ сх. д. / 77.350° пд. ш. 170.000° сх. д. | Антарктида                 | Проходить через Територію Росса (претендує Нова Зеландія) |